# コッヘラ (小惑星)
コッヘラ (2087 Kochera) は小惑星帯に位置する小惑星である。スイスの天文学者、パウル・ヴィルトが発見した。
1909年にノーベル生理学・医学賞を受賞したスイスの外科学者、エーミール・テオドール・コッハー (Emil Theodor Kocher) に因んで命名された。